# Langaskjeret (Stord)
Ne doit pas être confondu avec Langaskjeret, Langaskjeret (Øygarden) ou Langaskjeret (Fitjar).
Langaskjeret est une île norvégienne du comté de Hordaland appartenant administrativement à Stord.

## Description
Rocheuse et désertique, à fleur d'eau, qui s'étendent sur environ 49 m de longueur pour une largeur approximative de 22 m.